# The Society of British Interior Design
 (juillet 2011).
Si vous disposez d'ouvrages ou d'articles de référence ou si vous connaissez des sites web de qualité traitant du thème abordé ici, merci de compléter l'article en donnant les références utiles à sa vérifiabilité et en les liant à la section « Notes et références ».
La Société d’architecture British Interior Design (SBID) basée à Londres est une association professionnelle qui regroupe les professionnels du secteur de l’architecture d’intérieur qui exercent, enseignent ou produisent des produits liés à ce secteur.

## Buts
Comme organisation faîtière, elle a été créée pour établir et sécuriser les professionnels du design ; elle permet de mettre en contact les professionnels avec le public et fournit la garantie de prestations de qualité de la part des professionnels de la branche tout en assurant la reconnaissance de la formation et des normes de la profession.
Elle promeut les diplômes comme seule voie vers une carrière dans un cabinet d'architecture d'intérieur travaille en collaboration avec les meilleures universités au Royaume-Uni. Les professions de designer d'intérieur et de décorateur d'intérieur ont été définies dans un accord signé par le Conseil National des membres de la profession (NCIDQ). Est reconnu et accrédité par la SBID, celui ou celle qui peut justifier des qualifications Professionnelles suivantes : quatre années d'enseignement reconnues et un diplôme, ainsi qu’une expérience de travail de deux ans. Les personnes qui ne correspondent pas à ce profil ne peuvent prétendre à être membre de l’association. Le Code de conduite et de déontologie développé par la SBID est partagé avec seize pays à travers l'Europe grâce à l'adhésion au Conseil européen des Architectes d'Intérieur (ECIA). L'organisation compte 1 500 membres et un réseau universel de 50 000 professionnels.

## Comité
Le comité exécutif se compose de Vanessa Brady, architecte d’intérieur, Owen Luder, élus à deux reprises Président du Royal Institute of British Architects (RIBA), Michael Rose, Président du Building Center et Niall Trafford, directeur chargé des opérations et de la durabilité de Builing Research Establishment (BRE).

## Collaboration
Le Royal Institute of Chartered Surveyors RICS et le Chartered Institute of Building (CIOB) sont parmi plus de trente organisations reconnues qui collaborent au développement de l’industrie en collaboration avec des programmes de recherches et  de développement, science et ingénierie. SBID a lancé le prix international de design, afin de promouvoir les disciplines du design dans le monde. La session inaugural aura lieu à Paris en septembre 2011 durant le salon Maison et Objet.

## Lobbying
SBID est aussi une organisation chargée du lobbying auprès des autorités, ceci pour protéger et promouvoir le secteur du design et les changements législatifs en Grande-Bretagne et promeut des campagnes concernant le développement durable à travers deux ambassadeurs: Robin Gibb des Bee Gees, Ambassadeur pour les droits de la propriété intellectuelle, et Madame Vivienne Westwood, ambassadrice pour la laine comme fibre durable.